# Le Père tranquille
Le Père tranquille is een Franse oorlogsfilm uit 1946 onder regie van René Clément. Destijds werd de film uitgebracht onder de titel De kleine man.
De film lokte enorm veel volk en was de op twee na meest succesvolle Franse film in Frankrijk in 1946.

## Verhaal
Een goedhartige huisvader is tijdens de Tweede Wereldoorlog het hoofd van het plaatselijke verzet. Zijn directe omgeving weet daar niets van. Hij blinkt uit in het bedenken van sabotageacties tegen de Duitsers.

## Rolverdeling
| Acteur          | Personage      |
| --------------- | -------------- |
| Noël-Noël       | Édouard Martin |
| Marcel Delaître | Charrat        |
| Paul Frankeur   | Simon          |
| Jean Lara       | Pelletier      |
| Nadine Alari    | Monique Martin |
| José Artur      | Pierre Martin  |
| Maurice Chevit  | een verzetsman |
| Claire Olivier  | mevrouw Martin |